# Tijara pape Benedikta XVI.
Tijara pape Benedikta XVI. je papinska tijara koja je predstavljena papi Benediktu XVI. tijekom opće audijencije 25. svibnja 2011. godine od grupe njemačkih katolika.
Tijara je proizveden od Bugarske tvrtke koja proizvodi pravoslavna liturgijska odijela. Tijara je napravljen od mješavine cinka, srebra i mjedi te je ukrašena poludragim kamenjem. Iako je prihvatio tijaru sa svojim nazivom papa Benedikt XVI. nikada ju nije nosio.
Posljednji Papa koji je javno nosio tijaru je papa Pavao VI., koji je ostavio svoju tijaru na oltaru Bazilike sv. Petra po završetku Drugog vatikanskog sabora kao znak poniznosti. 